# Mallinella panchoi
Mallinella panchoi là một loài nhện trong họ Zodariidae.
Loài này thuộc chi Mallinella. Mallinella panchoi được Alberto Barrion & James A. Litsinger miêu tả năm 1992.